# Múscul romboide major
El múscul romboide major (musculus rhomboideus major) és un dels dos músculs romboides que hi ha a la zona escapular. El romboide major és considerat un múscul superficial de l'esquena. Està per sota del trapezi, i per sota del romboide menor. Com el seu nom indica (romboide), aquest múscul té forma geomètrica similar a la d'un diamant.
Sorgeix en les apòfisis espinoses de les vèrtebres toràciques D2 a D5, així com del lligament supraspinós. S'insereix en la vora de medial l'escàpula, a l'angle inferior.
El romboide major, igual que el menor, està innervat per la branca ventral primària a través del nervi dorsal escapular (C5).
Ajuda a mantenir l'escàpula (i, per tant, el braç) fix. Actua conjuntament amb el romboide menor per mantenir l'escàpula pressionada contra la caixa toràcica i retreu l'escàpula cap a la columna vertebral. Altres músculs que realitzen aquesta funció són el serrat major i el pectoral menor.
Els dos romboides de vegades es fonen en un sol múscul.

## Imatges

Posició del múscul romboide major (en vermell).
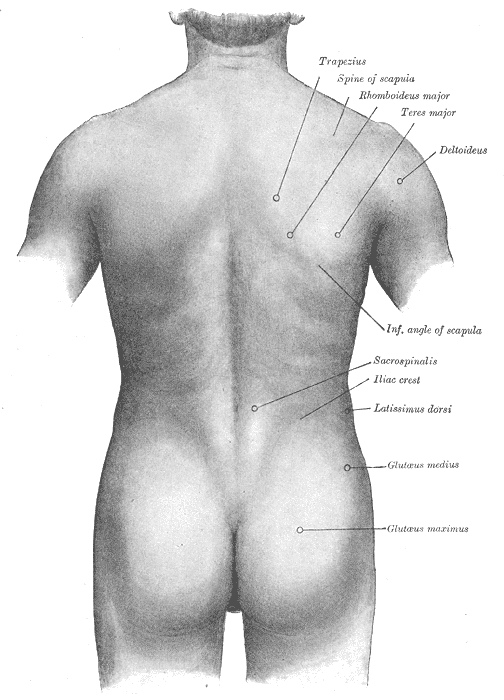
Anatomia de la superfície de la part de darrere.
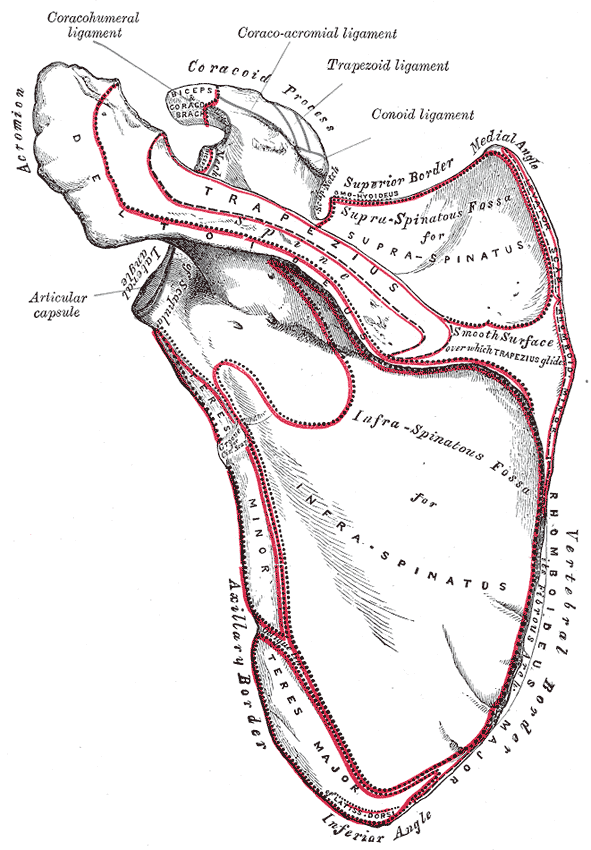
Escàpula esquerra. Superfície dorsal.
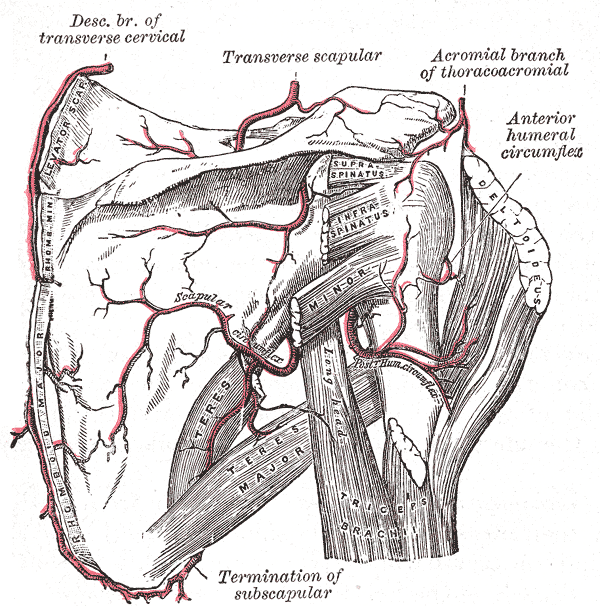
Artèries escapular i la circumflexa. El romboide major apareix etiquetat a baix a l'esquerre.
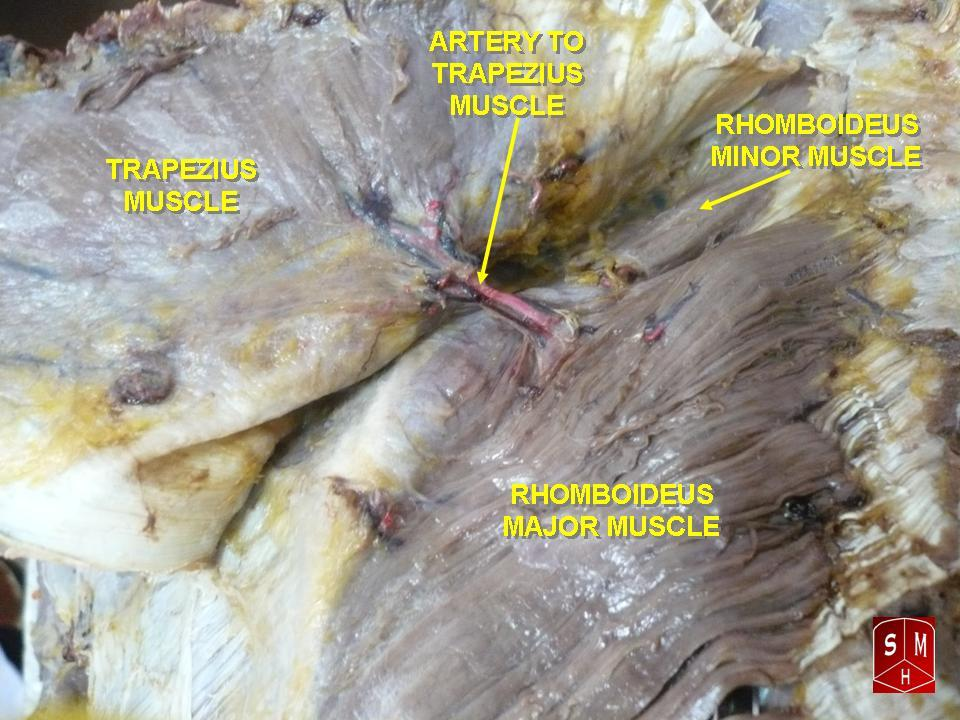
Dissecció. Es pot veure el múscul romboide major.